# 小又峡

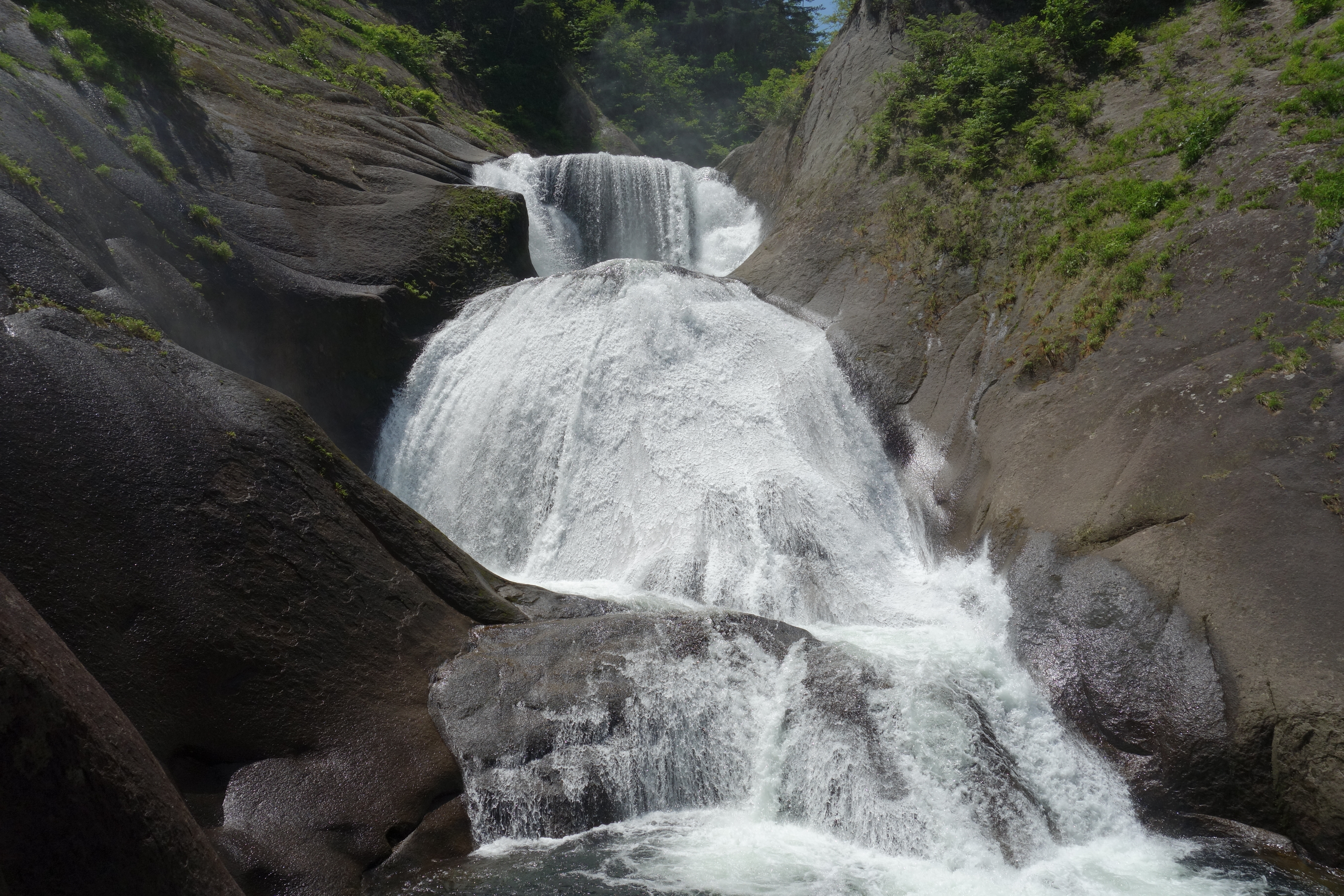
三階の滝

小又峡（こまたきょう）は、秋田県北秋田市森吉にある渓谷。

## 概要
森吉ダム（太平湖）の上流にある小又川一帯を指し、全長は約6kmある。手付かずの原生林が残る県の名勝で、無数の瀑布や淵が見られ、県下最後の秘境とも謳われる。特に三階の滝はハイライトで、落差約20m、三段に分かれて流れ落ちる急流が岩を噛む名所。太平湖 - 三階の滝の間は散策道が設けられている。他に曲滝、化ノ滝、穴の滝などがある。三階の滝より上流の探勝には本格的なトレッキングとなる。
古くから太平山は神霊が宿る聖地として知られ、小又峡はその最たる場所であった。特にマタギには「神の沢」と畏れられ、自ら近づくことはなかったという。そのため、近年になって、ようやく発見された滝や巨木が無数に存在する。小又峡と銘々されたのは、1939年(昭和14年)7月である。
元前田小学校教諭の工藤正は、大橋良一が命名した親滝を最上流として最下流の小滝まで37個の滝があり、瘤付沢や化ノ沢等の支流が本流に落ち込んでいるのを加えると、滝の数は総数40個であると数えている。更に工藤正は小又峡谷を三つに分けて説明している。第１は長ノ沢合流地点から化ノ堰までで、平水時は河床を自由に歩渉できる地域である。里の人が「お釜」と呼んでいる鳴滝は流れが全て最後の甌穴に入り込むが流出場所を見る事ができない滝である。竜神が潜むとして、水を汚すときは大雨になるという俗信がある。化ノ堰は一見人工の用水路のようになっていて、幅2mほどの水深2m～7mの川が百数十mほど直線状に続いている。第２は化ノ滝から親滝までで、三階滝や五階滝はじめ無名の滝がいくつもある。胎内と呼ばれる流れは、川が4mほどの自然の原板状の岩盤によってせき止められ、流れは不気味なほど静かだが、水量は満々として断崖の下に押し迫るように流れている。第３の親滝からイワナ沢合流点までは、近距離だが盆地内を流れる渓流で、火山の噴出した泥流が運んだ巨岩が河床に無数に転がっていて、特異な景観を示している。
太平湖では遊覧船が運航していたが、2025年（令和7年）5月16日に運航の休止が決定され、同年6月1日から3隻の小型船が周遊を行う体制に変更されることとなった。

## 歴史
- 1936年6月26日～29日 - 旧前田村の地主、庄司兵蔵[4] が「村の奥にある本砂子沢の奇勝を広く天下に紹介したい。ついては、中央から権威者を招く前に下調べをしてほしい」との依頼に、県史跡名勝天然記念物調査委員の小野進[5] が調査を開始。営林署員、小学校教員ら9人の調査団を組織した。小野進は小又奇峡と命名、その後に小又峡となった。
- 7月文部省に報告、脇水鉄五郎理学博士に調査を依頼した。
- 前田村では「前田顕勝会」を発足し、天然記念物・名勝指定促進運動を開始した。
- 1936年8月9日～12日 - 文部省は脇水鉄五郎を派遣、その他、大橋良一(秋田鉱専教授)、庄司兵蔵、営林署員、工藤正(小学校教員)、新聞記者、医師ら50人を組織し現地調査を行う。脇水鉄五郎は「天然記念物としては、(東西両大関を清津峡と面河渓とすれば)まさに三役以上の実力(価値)がある」と絶賛した。
- 1936年9月7日～9日 - 上流まで行けなかった脇水鉄五郎の依頼により、大橋良一ら一行8人が4日間に渡って補足調査を行う。この調査で三階の滝上流にある胎内や佐賀淵を命名した。
- 1936年10月 - 国分東が小又峡調査に入り、脇水と同じような感想を述べた。
- 1937年 - 小野進が2度目の調査をしたが、豪雨のために途中で断念した。
- 1937年 - 湯ノ岱で無煙炭の採掘を計画していた東京電気化学工業が、小又峡の親滝付近に2ヶ所の堰堤を作り、大印沢にトンネルで分水して2ヶ所に発電所を作る計画を国に出した。これは戦争遂行派(建設増産派)と名勝保存派(ダム反対派)に分かれ大論争に発展した。親滝の付近は全県一の馬産地であり、そこが水没することになる。前田村は「物資の増産はできても、軍馬なしで戦争に勝てるか」をたてに反論した。陳情と誓願合戦は延々続き、情勢は一進一退を極めた。
- 1941年 - 庄司家の努力と馬産地確保の声に阻まれて、ダム建設は頓挫する。しかし、戦争の激化と混乱の中で小又峡の名勝・天然記念物指定は宙に飛んでしまう。当時は自然保護を訴えようものなら国賊扱いされかねない時代での自然保護の成果だった。
- 1952年(昭和27年)6月20日 - 小又峡は、秋田魁新報社が主催する第一回秋田県観光三十景(有効投票約百九十五万票で第20位(四万百七十二票)に選出された
- 1953年(昭和28年)10月21日 - 森吉ダムが完成する。太平湖建造により、鳴滝などが水没したが、建設場所は小又峡下流の小又川となり、渓谷の水没は一部に留まった。自然保護の理念と、学術調査の所産はダム建設に貫かれたと言える[6]。
- 1964年(昭和39年)4月には秋田県の天然記念物に指定され、1968年(昭和43年)10月には森吉山一帯を含めて県立自然公園に指定されている。
- 1970年(昭和45年) - 森吉町が独自に小又峡の化ノ沢から尾根筋の縦走路を整備する。小又峡遊歩道が整備され、太平湖に遊覧船森吉丸が就航する。
- 1977年(昭和52年) - 秋田魁新報社が隊員12名を組織し、小又峡を11日間に渡って調査。記事「滝と森と獣たちの王国」を1978年1月4日から20回に渡って連載する。
- 1978年(昭和53年)8月1～3日 - 秋田大学ケイビング部が、小又峡の三階の滝上流にあるコウモリ穴を調査。
- 1978年 - 小又峡でクマゲラの営巣を確認。1980年まで9羽の雛が巣立ったが、1981年以降は繁殖は確認されていない。
- 1979年 - 太平湖グリーンハウスが太平湖ロッジを改築する形でリニューアルオープンした。
- 2025年 - 遊覧船の運航休止が決定し、3隻の小型船が周遊を行う体制に変更[3]。

## アクセス
公共交通利用の場合は、秋田内陸縦貫鉄道秋田内陸線の阿仁前田温泉駅（急行停車）より、遊覧船乗り場までタクシー利用。
この他、登山・沢登りの装備と経験によりルートがあるが、危険を伴い一般的ではない。

## ギャラリー

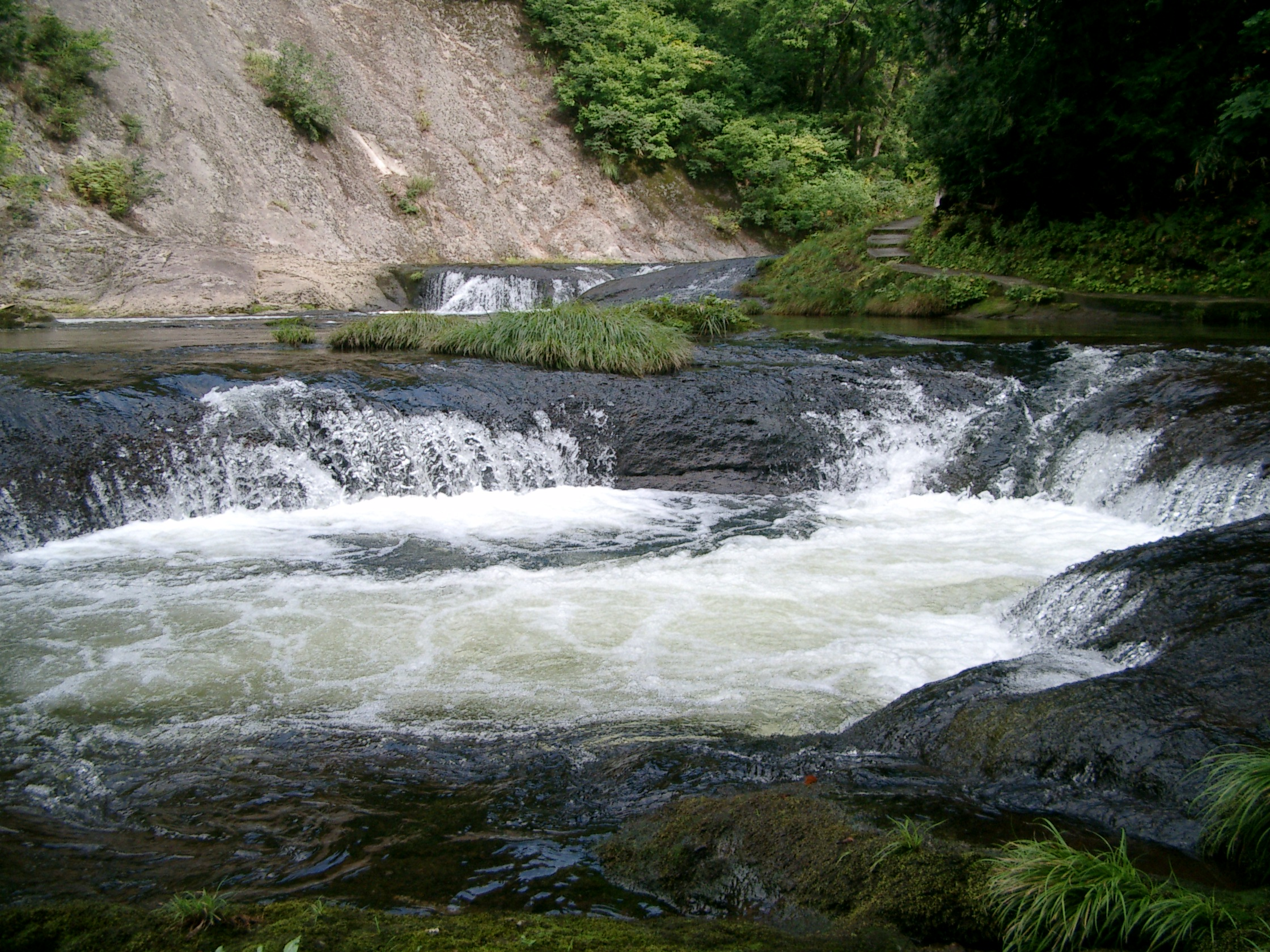
横滝
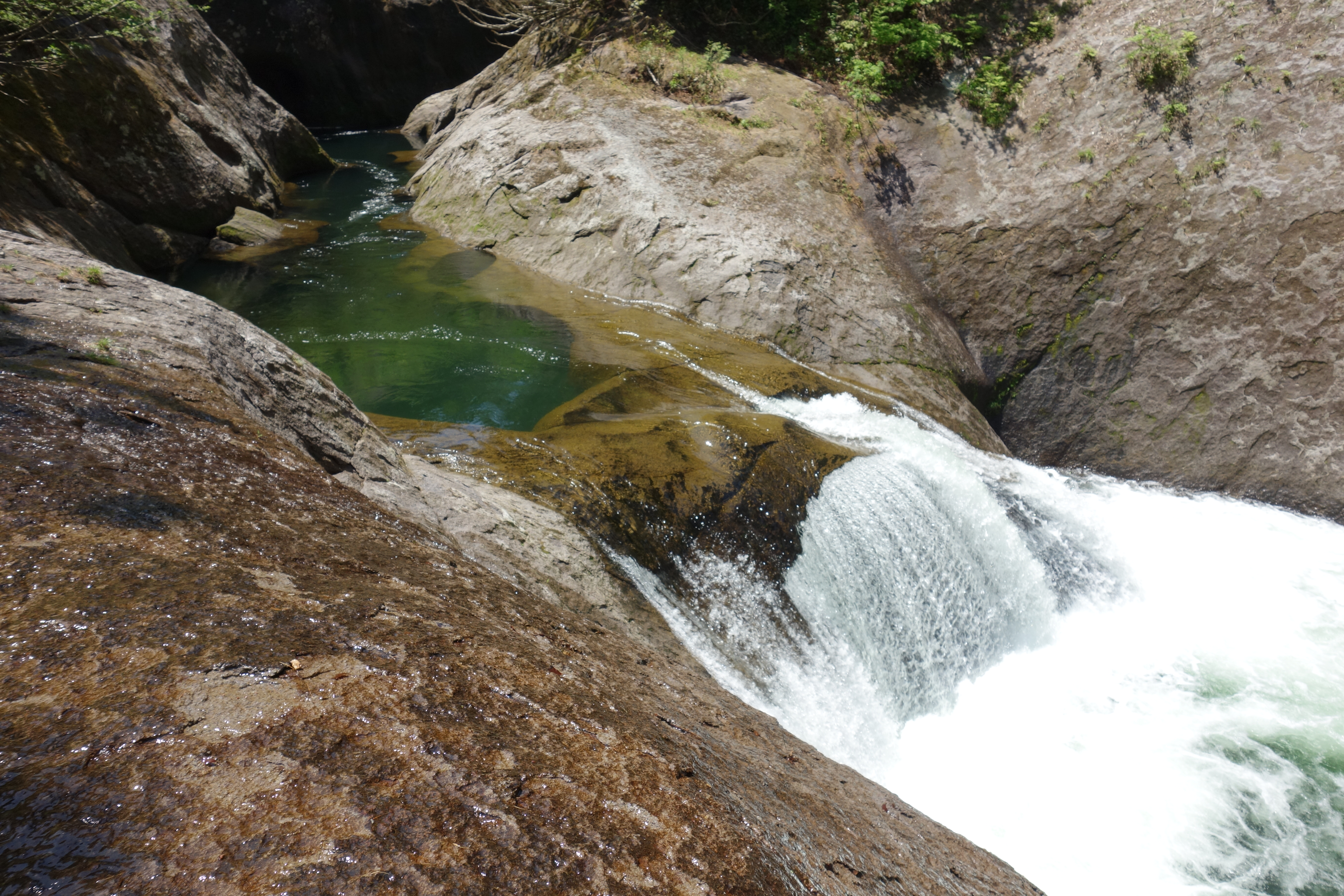
化ノ滝 滝上部には甌穴がある
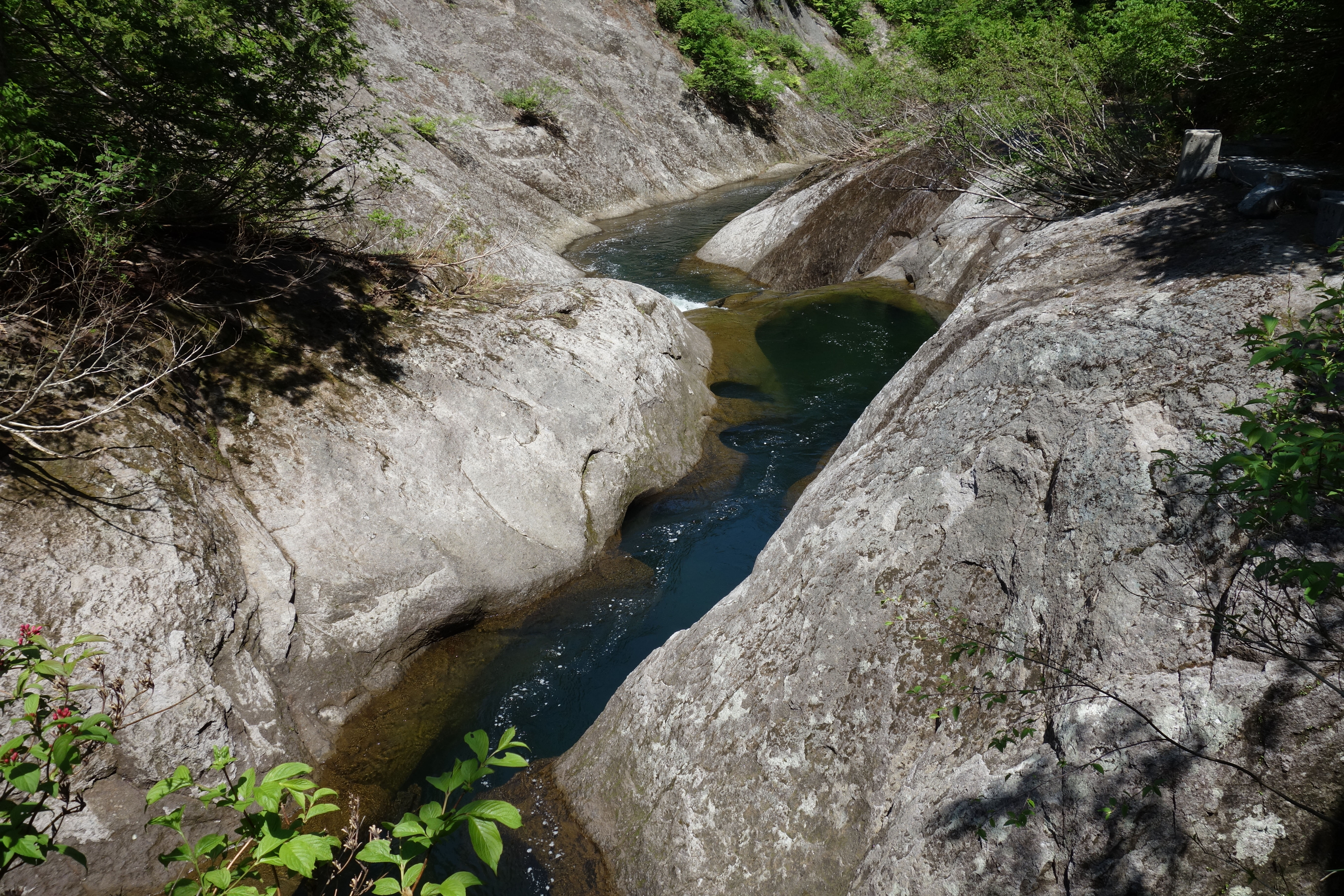
化ノ堰

## 参考資料
- 『秋田県立自然公園 森吉山の自然』,昭和62年,「森吉山の自然」を発行する会,米内沢中央印刷